# Потрібно знати
Потрібно знати (англ. Need to Know) — перший сегмент 21-го епізоду 1-го сезону телевізійного серіалу «Сутінкова зона».

## Сюжет
На проїжджій частині міжміської траси стоїть автомобіль, який вийшов з ладу. Невідомий чоловік, власник автомобіля, намагається його полагодити, однак безуспішно. В цей час до нього підходить інший чоловік та після нетривалої розмови щось каже своєму співрозмовнику на вухо. В результаті чоловік, який почув цю інформацію, починає дуже дивно себе поводити та потрапляє до психіатричної лікарні. З цього випадку починається справжня епідемія божевілля, яка швидко охоплює одне з американських міст, куди й приїжджає головний герой епізоду, чоловік на ім'я Едвард Сейєрс, — йому уряд доручив розслідувати випадки втрати людьми розуму, які вже набувають масового характеру. Особлива риса цієї хвороби полягає не тільки в масовості, а й в тому, що вона не розвивається поступово, а починається одразу з тяжкої стадії захворювання. Сейєрс знайомиться з Амандою Стрікленд — місцевою мешканкою, батько якої теж став жертвою цієї епідемії. Чоловік навідується до її батька в психіатричну лікарню. Батько Аманди починає розповідати Сейєрсові «історію», яка нічим не відрізняється від типової маячні божевільних людей, після чого кидається на свого співрозмовника з метою вбити його. Сейєрс швидко покидає заклад. Після цього він вже разом з Амандою намагається з'ясувати нарешті, що відбувається з людьми та які чинники призводять до таких жахливих результатів. Аманда й Едвард їдуть до місис Хотчкісс, яка знає батька Аманди, щоб від неї отримати необхідну інформацію. Але місис Хотчкісс, будучи візуально нормальною літньою жінкою, переповідає їм ту саму «історію», яку Сейєрс чув від батька Аманди в лікарні, та після цього нападає на Сейєрса з ножем. Чоловік встигає нейтралізувати та зв'язати її, врятувавши цим своє життя.
Едвард Сейєрс перебирає чинники, які так чи інакше можуть сприяти розвиткові масових психічних захворювань у людей — на його думку, це або надлишкова концентрація шкідливих речовин в атмосфері та воді, або невідомий вірус, який миттєво провокує психічні розлади. Перший варіант відпадає дуже швидко — за даними досліджень, ані місцеве повітря, ані вода не відрізняються великим вмістом шкідливих речовин. Залишається тільки варіант, що це вірус. Поки Сейєрс веде своє розслідування, в місті продовжують масово хворіти люди. Разом з Амандою він приїжджає до лікарні, куди привезли чергову жертву епідемії — чоловіка, який сидів на даху будинку та гучно співав. Однак лікарі запевняють, що в аналізах хворих немає навіть натяку на вірусну природу захворювання. Це ще більше заплутує Сейєрса. Тим часом Аманда робить власне розслідування та, перерахувавши всіх своїх знайомих хворих, дійшла висновку, що першопричиною епідемії може бути чоловік на ім'я Ендрю Поттс, та пропонує Сейєрсу витягти на розмову його брата, Джефрі. Сейєрс миттєво їде до нього. Під час їхньої розмови виявляється, що Джефрі Поттс цікавиться східною філософією та знає, в чому сенс життя. Своє знання він у свій час передав братові Ендрю, після чого останній збожеволів. Виявляється, що першопричиною масових психічних захворювань є інформація, яку люди не повинні знати або яку вони поки що не готові сприйняти. Своє знання Джефрі Поттс намагається передати по «секрету» Сейєрсу, однак останній чинить фізичний супротив. Поттс «вимикає» Сейєрса одним ударом пляшкою по голові, після чого прямує на місцеву радіостанцію, щоб поділитися небажаною інформацією з усіма слухачами. Сейєрс, збагнувши, що його подруга Аманда знаходиться зараз в небезпеці, оскільки може в цей час слухати радіо, чимдуж прямує до неї. Приїхавши нарешті, він встигає вимкнути радіоприймач, перш ніж Джефрі Поттс розповість те, що не можна чути. Наприкінці епізоду виявляється, що Аманда вже знає цю інформацію. Вона пошепки на вухо передає її Едварду Сейєрсу, після чого останній божеволіє.

## Початкова оповідь
«Часто найскладніші задачі мають найпростіший розв'язок, а найскладніші питання — найпростішу відповідь. Іноді ми довго та з зусиллями шукаємо відповідь, яка лежить прямо перед нами. Її можна знайти в довіднику на літеру „З“, де Зона сутінків».

## Заключна оповідь
«Людина — створіння, сповнене цікавості, яке постійно шукає відповіді. Але є знання, до яких вона ще не готова, таємниці, відкриття яких погубить її, таємниці, які краще залишити недоторканими в Зоні сутінків».

## Цікаві факти
- Секретна інформація, від якої, за сюжетом епізоду, кожен божеволіє, в оригіналі була відповіддю на питання «Хто є Бог?» Однак американський телеканал «CBS» замінив це питання на «Що є сенсом життя?», щоб уникнути богохульства.
- Епізод базується на однойменному оповіданні Сідні Шелдона.

## Ролі виконують
- Вільям Петерсен — Едвард Сейєрс
- Робін Геммел — Джефрі Поттс
- Френсіс МакДорманд — Аманда Стрікленд
- Гарольд Ейєр — містер Стрікленд
- Елдон Квік — доктор Беніц
- Елен Альбертіні Дау — місіс Хотчкісс
- Шей Гарнер — доктор Фол
- Рей Балард — Джек Генріз
- Кларенс Браун — Вайлі Вайтлоу

## Прем'єра
Прем'єрний показ епізоду відбувся в США та Великій Британії 21 березня 1986.